# Франсвільська біота

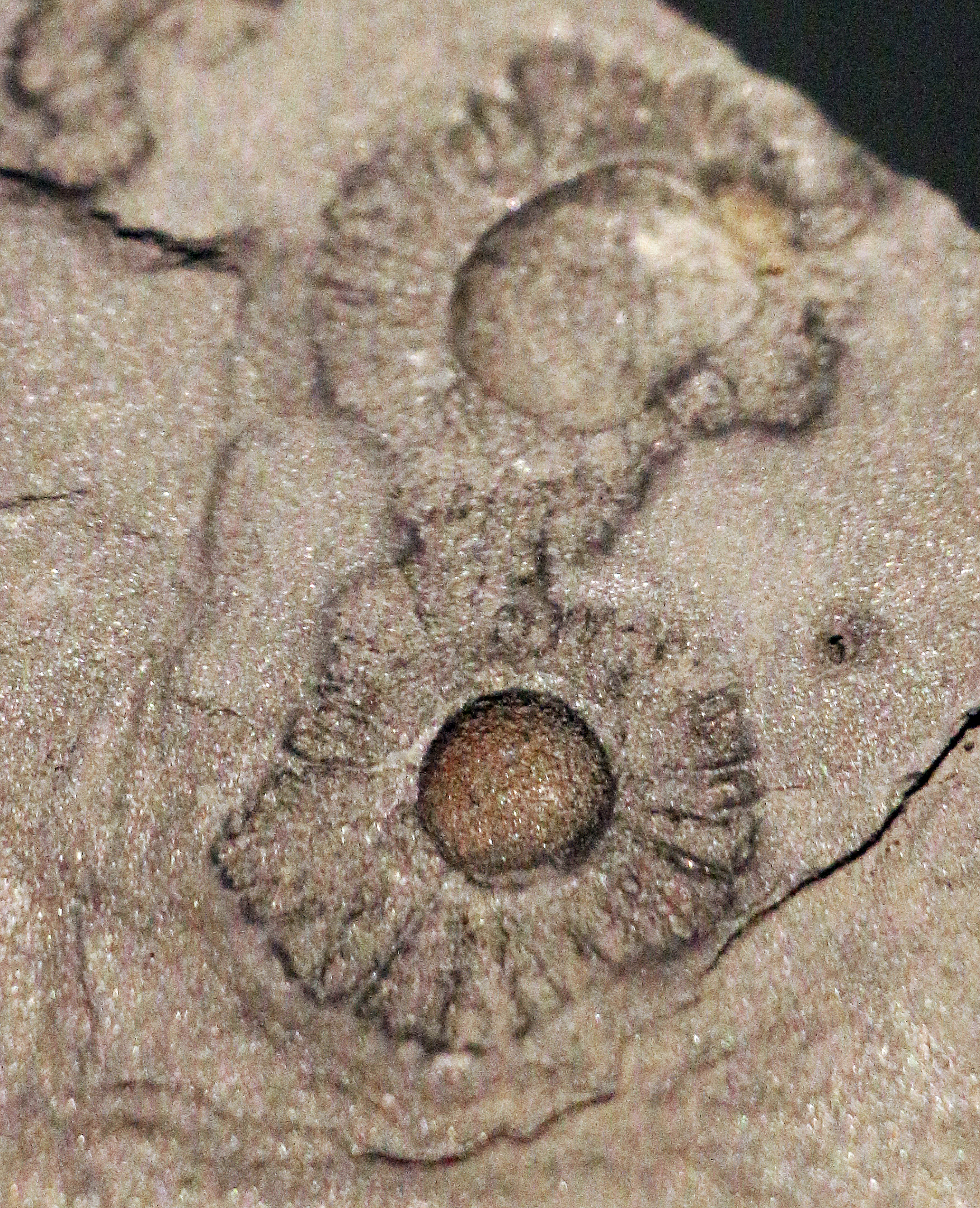
Скам'янілості франсвільської біоти

Франсвільська біота (також відома як макрофосилії Габону або габоніонти) — група раньопротерозойських скам'янілостей віком 2,1 млрд років, макроскопічні організми, знайдені в Габоні в відкладеннях чорних сланців формації Франсвіль Б. Скам'янілості розглядаються як свідчення ранніх форм багатоклітинного життя. Скам'янілості були виявлені міжнародною групою, очолюваною франко-марокканським геологом Абдерразаком Ель-Албані з університету Пуатьє, Франція. Поки скам'янілостям не знайдено формальне таксономічне положення, вони за пропозицією музею природознавства у Відні неофіційно іменуються «габоніонтами» (Gabonionta).

## Морфологія

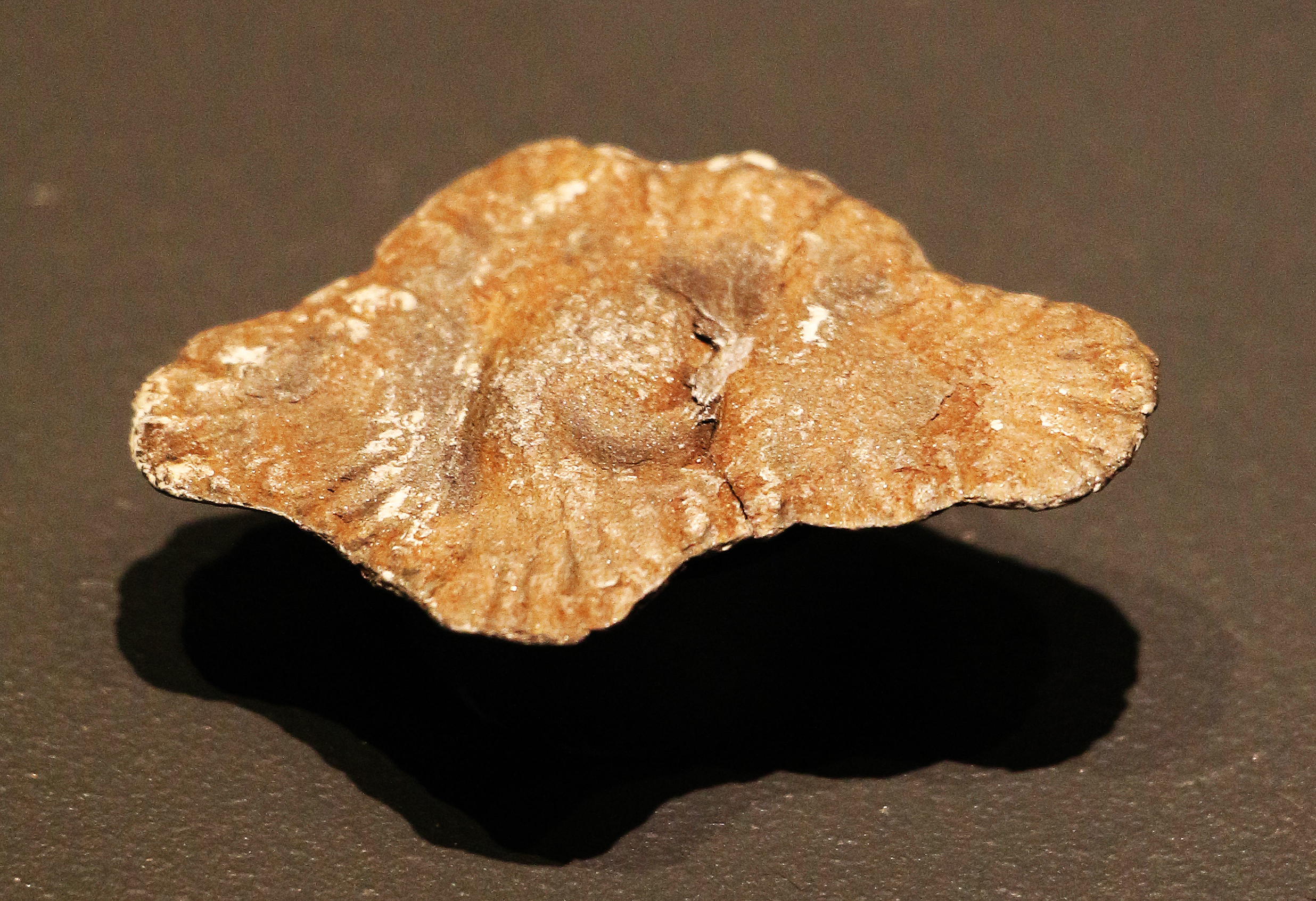
Представник франсвільської біоти. Максимальний діаметр скам'янілості — 12 см

Викопні організми мають розміри до 12 см. Тіла представляють собою розплющені диски з характерною морфологією, включаючи круглі й витягнуті екземпляри. Сферичні та еліпсоїдальні тіла обрамлені радіальною структурою. Скам'янілості демонструють тривимірність і скоординований ріст. Можна припускати міжклітинні зв'язки, бо вони існували ще до виникнення багатоклітинності.
Дослідження групи Ель-Альбані 2014 року, виявили безліч типів скам'янілостей різної морфології. Описано кручені трубки, а також структури типу «низки перлів», що закінчуються «квіткою». Вони схожі на Dictyosteliida, амебоїдні організми, які для міграції утворюють багатоклітинні конгломерати. Однак Dictyosteliida є наземними, а не морськими організмами, тому виявлені структури не можуть бути ними. Серед відомих скам'янілостей до франсвільських організмів досить близькі едіакарські Nemiana і Beltanelloides.

## Район

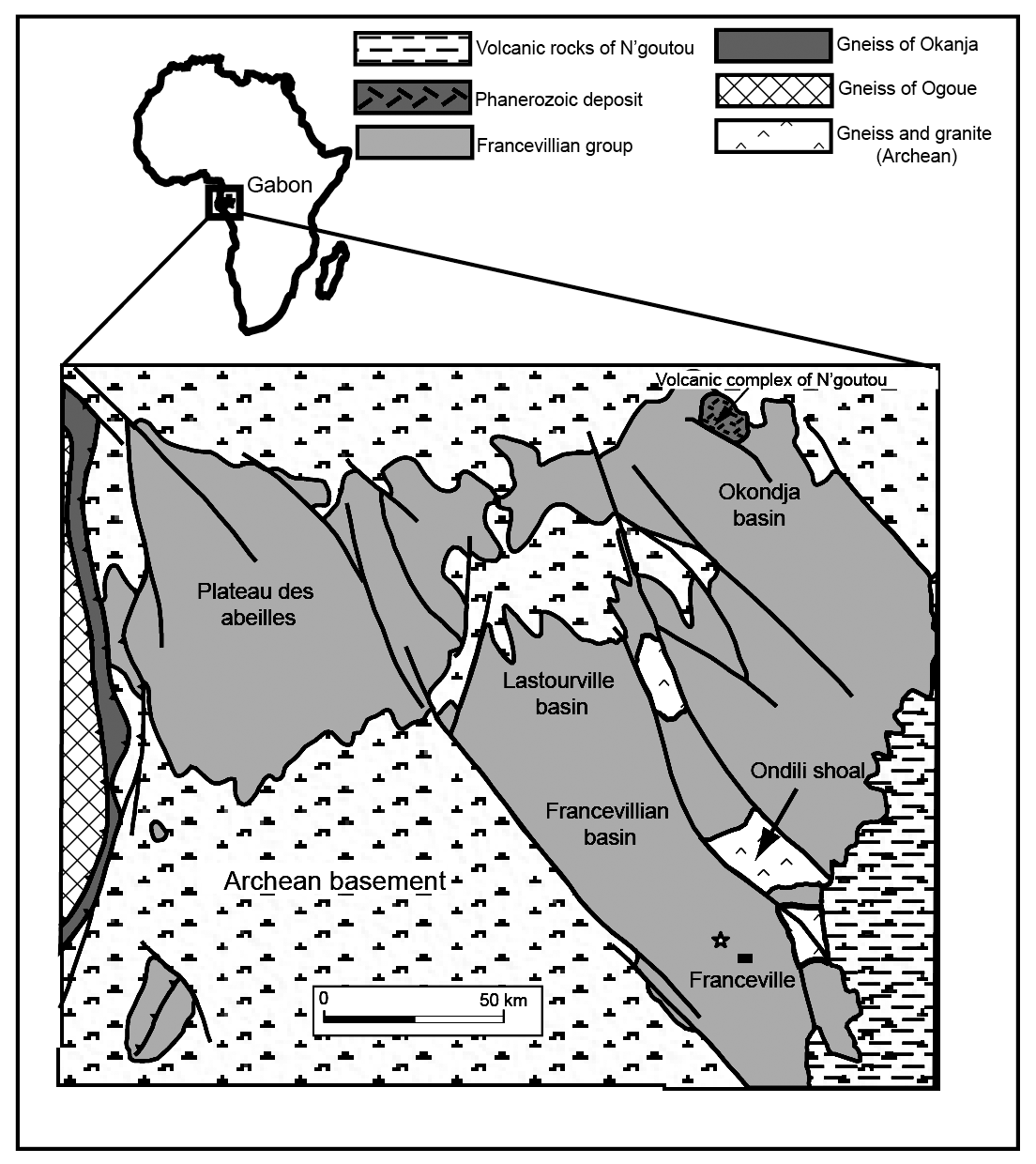
Геологія басейну Франсвіль

Знахідки зроблені в сланцях басейну Франсвіль з високою щільністю копалин — до 40 особин на квадратний метр. Ймовірно, організми мешкали на морській мілині у вигляді колоній. Вони жили в осадових породах у воді, що містила розчинений кисень. Можливо, ці організми володіли аеробним диханням.

## Інтерпретація
Ель-Альбані і його колеги описують знахідки як колоніальні організми, можливо подібні до еукаріот, і родинні ціанобактеріальним матам, хоча і відрізняються від будь-яких відомих викопних структур. Відзначається складність копалин і присутність стеранів як показників можливості еукаріотичної природи представників біоти. У звіті для журналу «Nature» палеонтолог Філіп Донохью з Бристольського університету демонструє більш консервативний підхід до отримання додаткових доказів, що останки належали еукаріотам. Інша точка зору, якої дотримується Адольф Зейлахер з Єльського університету, і полягає в тому, що знахідки є псевдофосиліями — піритом неорганічного походження. Ель-Албані зі співавторами (2014 року) оскаржує концепцію Зейлахера. Виявлено піритизовані і непіритизовані відбитки, а також піритизовані форми. Структури сформувалися як одна подія, в той же час, що й осадові породи. Про це свідчить рівномірний розподіл співвідношення ізотопів сірки в зразках. У піритових кольорах, які кристалізуються повільно, ізотопне співвідношення змінюватиметься всередині структури. Для структур, які нагадують пилок, хімічний аналіз також показує, що матеріал в стінках «пилку» містить органічний матеріал.
Франсвільська біота відсутня у верхніх шарах чорних сланців. Біота сформувалася під час короткочасного сплеску вмісту кисню в атмосфері (подія Ломагунді) і вимерли у результаті падіння цього рівня. Біота є першим відомим випадком виникнення багатоклітинного життя, яке не залишило сучасних нащадків.